# Карлавское газоконденсатное месторождение
Карла́вское газоконденса́тное месторожде́ние (укр. Карлавське газоконденсатне родовище) — газоконденсатное месторождение, расположенное в Черноморском районе (Крым). Относится к Причерноморско-Крымской нефтегазоносной области.

## Характеристика
Структура (антиклиналь субширотной длительности 9х1.5 км высотой 65 м) выявлена в 1888 г., подтверждена в 1959 г. Промышленный прилив газа получен с газовых залежей нижнего палеоцена в интервале 1126-1197 м, а также нестабильный – с газовых залежей сеномана в интервале 3387-3460 м. Залежи массивно-пластовый склепенчастый, тектонично экрановый. Составляющие породы: органогенно-детритовые известняки. Коллектор трещинный с низкой ёмкостью и проникностью.